# 다칼리야주

다칼리야주의 위치

다칼리야주(영어: Dakahlia Governorate, 아랍어: الدقهلية)는 이집트 북부 나일강 변에 있는 주로, 주도는 만수라이다. 면적은 3500km2이며, 인구는 5백만명이다.